# Linse (canot explosif)
Pour les articles homonymes, voir Linse.
Le Linse (lentille) était un canot explosif de la marine allemande pendant la Seconde Guerre mondiale.   
Il a été conçu par le lieutenant Friedrich-Hans Wendel et utilisé par le K-Verband.   
En octobre 1944, 385 bateaux avaient été fabriqués. À la fin de la guerre, il devrait y en avoir 1201 unités mais son efficacité a été faible.     

## Fonctionnement et tactique
L'autonomie était de 100 milles marins (185 km) à une vitesse de croisière de 15 nœuds (28 km/h). 
Deux fumigènes et / ou mitrailleuses ou  Panzerfaust permettaient d'assurer une défense rapprochée. 
Le pilote devait se diriger à pleine vitesse sur son objectif puis sautait à l'eau à environ 300 mètres du bateau visé.   
Autour de la proue du navire se trouvait un cadre en métal à 15 cm de la coque relié à un détonateur qui se déclenchait sous une pression de 80 kg lors de l'impact. Le canot coulait alors immédiatement, sa structure légère en épicéa disloquée emportée vers le fond par son arrière lourd (moteur et explosif). Après trois à sept secondes, la charge principale de 300 kg, portée ensuite à 480 kg, explosait sous la coque de la cible pour provoquer un maximum de dégâts.   

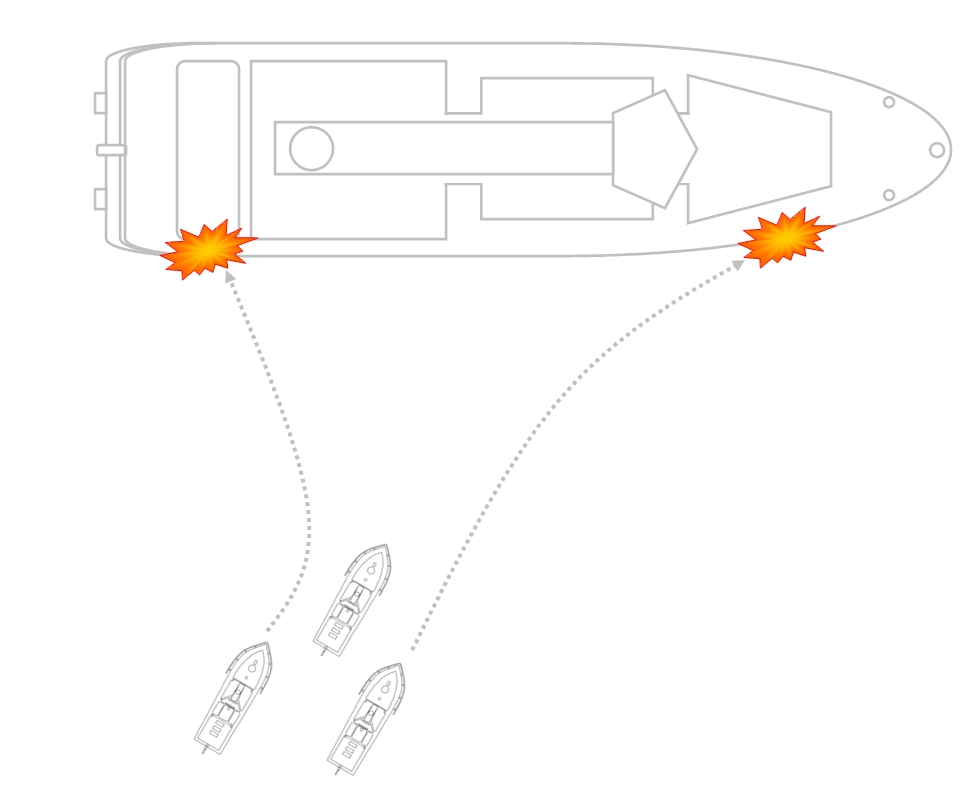
Tactique d'attaque.

Un groupe d'attaque se composait généralement de trois bateaux disposés en flèche vers le but, avec un canot de commandement à l'avant qui reste à distance de sécurité de la cible. Les deux autres vedettes attaquent et leurs pilotes qui ont sauté à l'eau sont recueillis par le bateau de commandement. 

## Déploiement et résultats
Le succès global du Linse a été faible. Des navires ont été endommagés, mais aucun navire allié n'a été coulé .   
Le Linse a été principalement utilisé par de petites unités de combat dans les combats défensifs de la bataille de l’Escaut néerlandais qui ont fait rage du milieu de 1944 au printemps 1945. L'opération Compagnie Bruno, en septembre 1944, connaît un succès spectaculaire quand des nageurs de combat avec l'aide de Linse font sauter les écluses du port d'Anvers. Le trafic du port, centre logistique majeur pour les Alliés, est alors perturbé pendant des mois . 
Par ailleurs il a été utilisé en Méditerranée, sur le lac Balaton (Hongrie) et sur le lac Peïpous (Estonie).